# Брённер, Аксель
Аксель Вильхельм Лоренс Брённер (швед. Axel Vilhelm Lorens Brönner; род. 4 апреля 2008) — шведский футболист, полузащитник «Норрчёпинга».

## Клубная карьера
На детском и юношеском уровне выступал за люксембургский «Ред Стар Мерль» и шведский «Линдё», а затем попал в молодёжную команду «Норрчёпинга». С начала 2024 года стал привлекаться к тренировкам с основной командой на сборах и участию в товарищеских матчах. Сезон 2024 года провёл в фарм-клубе — «Сюльвии», в составе которой провёл 7 матчей во втором дивизионе. Первую игру за основной состав «Норрчёпинга» провёл 15 февраля 2025 года в матче группового этапа кубка страны против «Карлберга», появившись на поле на 70-й минуте вместо Тима Прицы. Вместе с клубом дошёл до полуфинала турнира, где в игре с «Хеккеном» вышел в стартовом составе и провёл на поле 64 минуты. 7 марта 2025 года подписал с клубом первый профессиональный контракт, рассчитанный на три года.

## Карьера в сборной
Выступает за юношескую сборную Швеции до 17 лет. В её составе дебютировал 17 августа 2023 года в товарищеской встрече с Финляндией.

## Клубная статистика
| Выступление      | Выступление      | Выступление      | Лига | Лига | Кубки | Кубки | Конт. кубки | Конт. кубки | Итого | Итого |
| Клуб             | Лига             | Сезон            | Игры | Голы | Игры  | Голы  | Игры        | Голы        | Игры  | Голы  |
| ---------------- | ---------------- | ---------------- | ---- | ---- | ----- | ----- | ----------- | ----------- | ----- | ----- |
| Сюльвия          | Дивизион 2       | 2024             | 7    | 0    | 0     | 0     | 0           | 0           | 7     | 0     |
| Сюльвия          | Итого            | Итого            | 7    | 0    | 0     | 0     | 0           | 0           | 7     | 0     |
| Норрчёпинг       | Алльсвенскан     | 2025             | 0    | 0    | 4     | 0     | 0           | 0           | 4     | 0     |
| Норрчёпинг       | Итого            | Итого            | 0    | 0    | 4     | 0     | 0           | 0           | 4     | 0     |
| Всего за карьеру | Всего за карьеру | Всего за карьеру | 7    | 0    | 4     | 0     | 0           | 0           | 11    | 0     |